# Chaenostoma uncinatum
Chaenostoma uncinatum är en flenörtsväxtart som först beskrevs av Louis Auguste Joseph Desrousseaux, och fick sitt nu gällande namn av Kornhall. Chaenostoma uncinatum ingår i släktet Chaenostoma och familjen flenörtsväxter. Inga underarter finns listade i Catalogue of Life.